# Johan Luger
Johan Hendrik Jozef Luger (Hoorn, 1887 - Amsterdam, 26 maart 1964) was als journalist en columnschrijver meer dan 50 jaar verbonden aan dagblad De Telegraaf in Amsterdam. In de jaren 20 verschenen reportages en reisverslagen van zijn hand in dat dagblad. Via het Nansen-comité van de Volkenbond ging Luger onder meer met een delegatie van het Zweedse Rode Kruis naar de door hongersnood getroffen Sovjet-Unie. Zijn schrijnende verslagen werden in 1922 gebundeld in het boek 'In het stervende Wolgagebied'.
Vanaf 1930 beoefende Luger humaninterestjournalistiek. De series 'Amsterdam zwart op wit', 'Artis zwart op wit', 'Zonderlinge reizen zwart op wit' en 'De Amsterdammer zwart op wit' gemaakt met tekenaar Jo Spier werden gebundeld en beleefden vele herdrukken, net als de afleveringen van Lugers rubriek 'De kleine misdaad voor de politierechter'. Zijn betekenis voor De Telegraaf nam toe toen hij in 1938 zijn eigen column, onder de naam 'Pasquino' rechtsboven op pagina drie kreeg.
Na de Duitse bezetting van Nederland in mei 1940 schikte De Telegraaf zich geheel naar de wensen van de bezettende macht. Luger bleef gedurende alle vijf oorlogsjaren de krant trouw. Het aantreden van Hakkie Holdert, de fel nationaalsocialistische zoon van H.M.C. Holdert als directeur, bevestigde het imago als grote collaborerende krant. Toen na oktober 1944 de nazi-toonzetting werd opgevoerd, stapte een groot deel van de redactie op, maar Luger bleef met nog enkele oudgedienden tot de bevrijding aan. De Telegraaf kreeg in 1945 een verschijningsverbod. Na zuivering  door de Persraad ging Luger voor de communistische krant De Waarheid als verslaggever naar de Neurenbergse processen. Hij schreef samen met G.H. Wallagh onder meer 'All about Amsterdam' voor hier verblijvende geallieerden. Luger publiceerde een biografie van Louis Davids en begon voor de AVRO zijn radiopraatje tijdens het lunchuur 'In het Spionnetje'. Toen De Telegraaf in september 1949 opnieuw uitkwam stond Pasquino's column meteen weer op pagina drie. Op 26 maart 1964, de dag van zijn overlijden, verscheen de laatste.
Johan Luger was getrouwd met de concertzangeres Suze van Beuge (van 1916 tot 1927), en daarna met Elisabet von Toll. Uit dat laatste huwelijk werden twee zoons geboren, onder wie de neerlandicus Bernt Luger (1934-1996). Uit zijn derde huwelijk met Greta I. Wiesler (1900 - 1974) ontsprong een zoon.

## Publicaties (selectie)
- De veertien dagen van Tom en Thijs, journalistendetectives (1932)
- Naar wij vernemen... (1941)
- Adriaan verhuist de Balkan (1942)
- Tom Poes en een vrolijke beestenboel (1946)
- De man als gezinshoofd (1946)
- De zeven kapitale leugens van den heer Berkenmeier (1947)
- Mannen in katoen (1947)
- Nederland zoals de toerist het ziet met foto's van Cas Oorthuys (1947)
- Het dagboek van Daatje (1950).